# Strzępoczka rozesłana
Strzępoczka rozesłana (Heteromeyenia baileyi) – gatunek gąbek słodkowodnych.

## Opis i występowanie
Rozmiar gąbki niewielki. Występuje w rzekach o niskiej mineralizacji i bogatych w krzemionkę. Gatunek symbiotyczny z glonami.. Spotkać go można m.in. w Polsce.